# Énergie au Cambodge

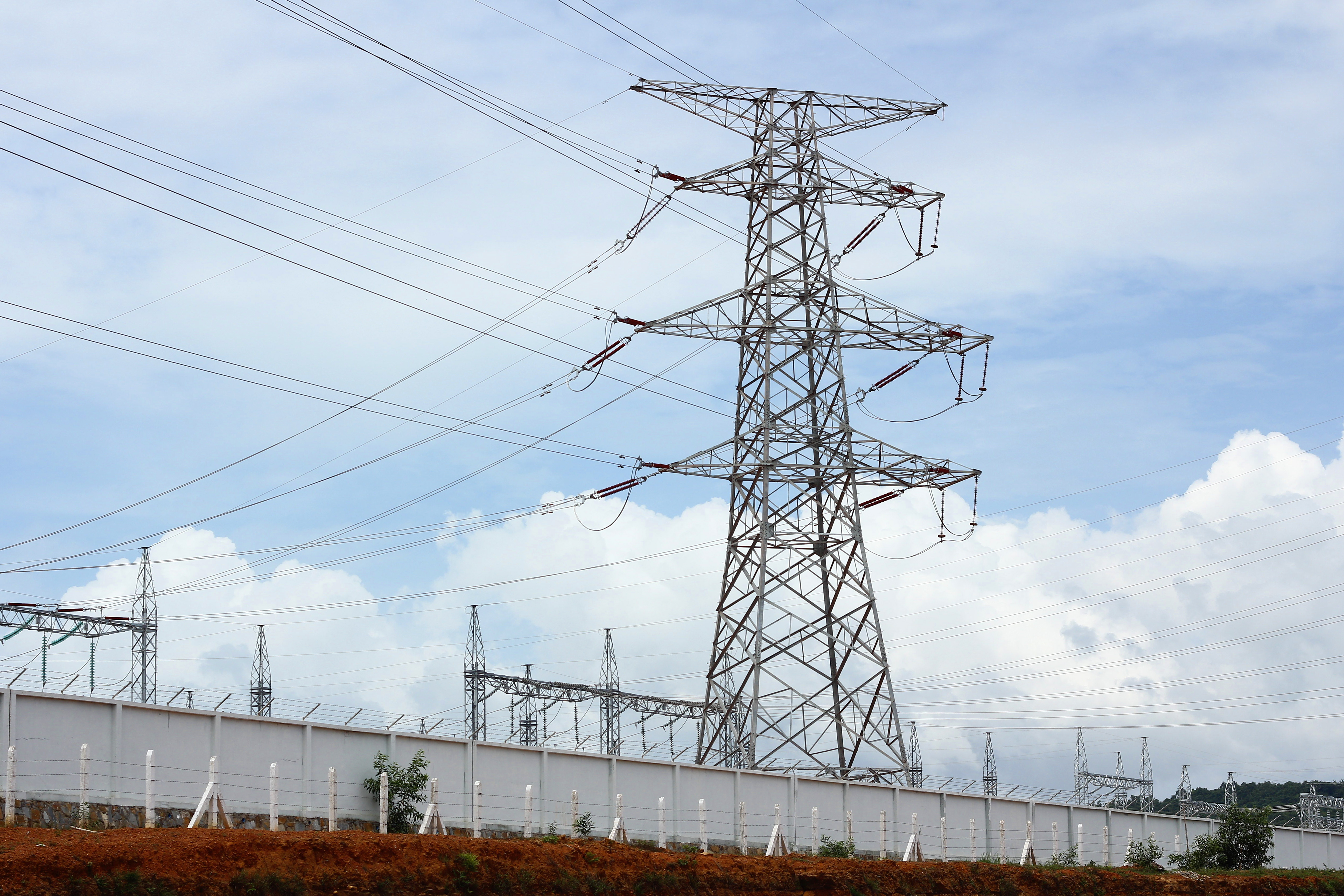
Lignes électriques dans la province de Sihanoukville (2014).

Le secteur énergétique au Cambodge est marqué par la faiblesse de la consommation par habitant en raison d'une insuffisance d’infrastructures sur le territoire. Vingt ans après la fin de la dernière guerre civile qui a ravagé le pays, celui-ci doit encore reconstruire, développer et diversifier ses capacités de production, de transport et de distribution sur l’ensemble du territoire. 
En 2019, seule la moitié des habitants avaient accès à l'électricité (un quart de façon pérenne), avec des tarifs parmi les plus élevés au monde, tandis que le taux d'électrification du Cambodge était le deuxième plus bas parmi les pays d'Asie du Sud-Est. Selon un rapport de la Banque mondiale de 2014, la pénurie d’électricité au Cambodge est un des principaux freins à son développement économique et aux investissements étrangers.[réf. souhaitée]
En l’absence d’opérateurs publics en zone rurale, le secteur privé local s’est engagé dans le financement et la gestion des services d’accès à l'électricité. Mais le développement de ces opérateurs est freiné par différents facteurs, notamment des difficultés d'accès au crédit ainsi que le manque de qualification en matière de gestion et d’expertise technique.  
Depuis le début des années 2000, le Cambodge s'est lancé dans une série de barrages hydroélectriques sur le Mékong pour améliorer son autosuffisance en électricité. Ces projets, largement financés par la Chine[réf. souhaitée], sont néanmoins contestés pour leurs impacts environnementaux (notamment la déforestation qu'ils entraînent), et sociaux à cause des villages de pêcheurs submergés.
Depuis 2010, plusieurs constructions de centrales à charbon à Sihanoukville ont été entreprises, permettant au pays de faire face à une demande croissante en électricité, tout en réduisant sa dépendance à l'énergie importée de Thaïlande, du Vietnam et du Laos. Le Royaume a ainsi consommé 8150 gigawattheures d'électricité au cours de 2017, dont 20% importés, contre 7170 gigawattheures en 2016, dont 22% importés.
En 2007, à propos des constructions de nombreux barrages prévues pour les années suivantes, le ministre cambodgien des Affaires étrangères Hor Namhong a déclaré que son pays projetait de devenir le “générateur de l’Asie du Sud-Est”.

## Mix énergétique

### Consommation d'énergie primaire au Cambodge
Entre 1995 et 2017, la production énergétique au Cambodge a été multipliée par trois, passant de 2837 à près 7960 à milliers tonnes d’équivalent pétrole. La fin de la dernière guerre civile en 1999 a permis de relancer la croissance économique du pays.  
| Années            | 1995 | 2000 | 2005 | 2010 | 2015 | 2017 |
| Biomasse          | 2326 | 2719 | 2492 | 3619 | 4219 | 4464 |
| Pétrole           | 511  | 694  | 935  | 1580 | 1928 | 2252 |
| Charbon           | 0    | 0    | 0    | 13   | 587  | 1009 |
| Hydro-électricité | 0    | 0    | 4    | 0    | 172  | 235  |
| Autres ENR        | 0    | 0    | 0    | 0    | 0    | 0    |
| Gaz naturel       | 0    | 0    | 0    | 0    | 0    | 0    |
| Nucléaire         | 0    | 0    | 0    | 0    | 0    | 0    |
| Total (Ktep)      | 2837 | 3413 | 3431 | 5212 | 6906 | 7960 |

Source : Agence Internationale de l'Énergie
En 2017 la majorité de l’énergie au Cambodge provient de biomasse non renouvelable et malgré un développement de l’énergie hydraulique, les énergies renouvelables restaient très minoritaires dans le pays. En 2017, 56% de l'énergie primaire provenait de biomasse non renouvelable, 28.3% provenaient du pétrole, 12% du charbon, et 3% des énergies renouvelables, essentiellement l'hydroélectricité.

### Production d'électricité au Cambodge
Entre 1995 et 2017, la production d'électricité au Cambodge est passé d'environ 300 gigawatt-heure à près de 7000 gigawatt-heure. Cette augmentation est essentiellement due à l'accroissement du nombre de centrales à charbon, quasi inexistantes dans le mix énergétique cambodgien jusqu'en 2010, qui en produisent la majorité de l'électricité en 2017, et dans une moindre mesure, de l'hydroélectricité.
| Années            | 1995 | 2000 | 2005 | 2010 | 2015 | 2017 |
| Charbon           | 0    | 0    | 0    | 31   | 2128 | 3911 |
| Hydro-électricité | 0    | 0    | 44   | 32   | 2000 | 2733 |
| Pétrole           | 298  | 447  | 905  | 914  | 379  | 297  |
| Biomasse          | 0    | 0    | 14   | 20   | 38   | 52   |
| Solaire           | 0    | 1    | 1    | 3    | 3    | 5    |
| Gaz naturel       | 0    | 0    | 0    | 0    | 0    | 0    |
| Nucléaire         | 0    | 0    |      | 0    | 0    | 0    |
| Total (GWh)       | 298  | 448  | 964  | 1000 | 4548 | 6998 |

Source : Agence internationale de l'énergie[réf. non conforme]
En 2017, 56% de l'électricité était produite à base de charbon, 39% à base d'hydroélectricité, 4% à partir de pétrole, et moins d'1% à partir de biomasse.
Les constructions de centrales à charbon au Cambodge se concentrent essentiellement dans le parc industriel à Sihanoukville dans le sud du pays, construit en 2008 par le "Cambodia International Investment Development Group".
En avril 2009, le Premier Ministre cambodgien Hun Sen a annoncé la construction d'une première centrale à charbon dans cette zone, d'une puissance de 90 mégawatts.
En 2017, l'entreprise américaine General Electric s'est associée avec le groupe japonais Toshiba pour la construction d'une centrale à charbon de 135 mégawatts, prévue pour être opérationnelle fin 2019.
En juillet 2018, le gouvernement cambodgien a annoncé de début de la construction d'une centrale à charbon d'une puissance de 700 mégawatts, pour un montant de 1,2 milliard de dollars, dont la mise en service est prévue pour 2023.

## Développements du potentiel énergétique du pays

### Développement du potentiel hydraulique
Selon un plan élaboré en 2003 par le ministère de l’Industrie, des Mines et de l’Energie avec le concours de la "Mekong River Commission", le Cambodge dispose d’un potentiel de production de 10 000 mégawatts. D'une longueur de plus de 4800 km, le fleuve Mékong, qui traverse tout le pays, peut fournir à lui seul près de 50 % de cette énergie.
En août 2014, selon le ministère des Mines et de l'Énergie, six barrages hydroélectriques construits par des entreprises chinoises étaient opérationnels au Cambodge pour une capacité totale de 928 mégawatts, et 1,6 milliard de dollars investis.
En janvier 2015, le Cambodge a inauguré un barrage hydroélectrique, d'une puissance de 338 mégawatts[réf. souhaitée], pour un investissement total de près de 500 millions de dollars financé par le groupe chinois China Huadian Corporation. Ce projet a été critiqué par les écologistes, car il est réalisé dans une zone de forêt jusqu'ici préservée dans la province de Koh Kong, dans le sud-ouest du Cambodge.
En décembre 2018, le Premier Ministre cambodgien Hun Sen a inauguré le plus grand barrage hydroélectrique jamais construit dans ce pays pour un montant de 700 millions d'euros, dans la province de Stung Treng, dans le nord-est du pays. Le barrage Lower Sesan 2, d'une puissance de 400 mégawatts, est le fruit d'une alliance entre la compagnie chinoise Hydrolancang International Energy (51% des parts), la compagnie cambodgienne Royal Group (39%), et le groupe EVN International, basé au Vietnam (10%). Au bout de 40 ans d'exploitation, le barrage appartiendra au Cambodge.

### Développement du secteur des hydrocarbures

#### Extraction pétrolière
En 2004, l'entreprise américaine Chevron annonce une découverte de pétrole dans le golfe de Thaïlande situé entre le Cambodge et la Thaïlande. mais ne parvient pas à trouver un accord d'exploitation avec le gouvernement cambodgien,.
En août 2017, le gouvernement du Cambodge et l'entreprise pétrolière singapourienne KrisEnergy ont signé un accord pour exploiter le premier champ de pétrole du pays, situé dans le golfe de Thaïlande. Le champ pétrolier offshore nommé "Apsara" est d'une superficie de 3.000 km2, et est censé avoir une capacité de production de 8.000 barils par jour à l'horizon 2020. Selon l'accord, KrisEnergy détiendra une participation de 95% dans le domaine tandis que le gouvernement cambodgien détiendra le reste. Cet accord prévoit également la construction d'un oléoduc de 1.5km pour acheminer le pétrole jusqu'à la terre.
En décembre 2020, le Premier ministre cambodgien Hun Sen annonce fièrement l'extraction des premières gouttes de pétrole du territoire cambodgien, tandis que KrissEnergy annonce son intention de construire de jusqu’à dix plateformes pétrolières afin d’exploiter au maximum le gisement, dont le potentiel de production est estimé à 7500 barils par jour,. En comparaison, la production pétrolière de la Thaïlande et du Vietnam voisins, était respectivement de 477.000 et 236.000 barils par jour en 2019.

#### Raffinage
En mai 2016, la société pétrolière chinoise China National Petroleum Corporation a remporté un contrat de 620 millions de dollars pour construire une raffinerie de pétrole dans la province de Sihanoukville, dont la capacité sera 40.000 barils raffinés par jour. Cette raffinerie a été inaugurée en 2019. Elle raffinera dans un premier temps du pétrole importé du Moyen-Orient pour le marché domestique de carburant, puis du pétrole produit au Cambodge, que la compagnie nationale "Cambodia Petrochemical Company" espère rendre exportateur net.
Une autre raffinerie pétrolière a été construite à Sihanoukville en 1968 par le gouvernement cambodgien, en collaboration avec la société Elf Aquitaine, mais celle-ci a été détruite en 1971 par un commando Việt Cộng lors de la première guerre civile du Cambodge.

### Développement du photovoltaïque
En 2016, le ministre cambodgien des Mines et de l’Énergie, Suy Sem a déclaré que le Cambodge envisageait d'utiliser davantage son potentiel photovoltaïque pour augmenter son autonomie énergétique, mais que les consommateurs cambodgiens ne peuvent pas encore se permettre de payer le prix de cette énergie[réf. souhaitée].
Selon l'Agence Française de Développement, le photovoltaïque, en tant qu'énergie domestique, serait un moyen de répondre dans un délai raisonnable aux besoins d’accès à l’énergie des foyers cambodgiens non connectés au réseau électrique. Mais l'accès des ménages cambodgiens au crédit serait le principal frein au développement de ces infrastructures.
L’Agence française de développement prévoyait en 2019 de financer des projets visant à promouvoir le développement de l’énergie solaire et la création d’une filière de charbon alimentée par des coupes de bois durables dans un contexte où une large majorité de l’énergie provient de bois issu de la déforestation.